# Tamara Tunie
Tamara Renee Tunie (McKeesport, 14 marzo 1959) è un'attrice statunitense.

## Biografia
Nel 1987 entra nel cast della soap opra Così gira il mondo nel ruolo di Jessica Griffin restando fino al 1995 tornando poi dal 2000 al 2007 e nel 2009. Dal 2000 al 2021 interpreta il medico legale Melinda Warner nella serie TV Law & Order - Unità vittime speciali. Nel 2025 interpreta Anita Dupree nella soap opera Beyond the Gates.

## Vita privata
È stata sposata con Greg Bouquett dal 1988 al 1991, mentre dal 1995 è sposata con Gregory Generet.

## Filmografia

### Cinema
- Wall Street, regia di Oliver Stone (1987)
- I maledetti di Broadway (Bloodhounds of Broadway), regia di Howard Brookner (1989)
- Sol levante (Rising Sun), regia di Philip Kaufman (1993)
- City Hall, regia di Harold Becker (1996)
- The Peacemaker, regia di Mimi Leder (1997)
- L'avvocato del diavolo (The Devil's Advocate), regia di Taylor Hackford (1997)
- Omicidio in diretta (Snake Eyes), regia di Brian De Palma (1998)
- Crime Shades (The Caveman's Valentine), regia di Kasi Lemmons (2001)
- Flight, regia di Robert Zemeckis (2012)
- L'unica (Irreplaceable You), regia di Stephanie Laing (2018)
- Le parole che voglio dirti (A Journal for Jordan), regia di Denzel Washington (2021)
- Whitney - Una voce diventata leggenda (I Wanna Dance with Somebody), regia di Kasi Lemmons (2022)

### Televisione
- Così gira il mondo (As the World Turns) - soap opera, 1228 puntate (1987-2009)
- NYPD - New York Police Department (NYPD Blue) - serie TV, 5 episodi (1994-1997)
- New York Undercover - serie TV, 2 episodi (1995-1998)
- Law & Order - I due volti della giustizia (Law & Order) - serie TV, 1 episodio (1996)
- Sex and the City - serie TV, episodi 2x06 (1999)
- Law & Order - Unità vittime speciali (Law & Order: Special Victims Unit) - serie TV, 226 episodi (2000-2021)
- 24 - serie TV, 6 episodi (2002)
- The Red Road - serie TV, 12 episodi (2014-2015)
- Dietland - serie TV, 10 episodi (2018)
- Better Call Saul - serie TV, 3 episodi (2017-2018)
- Cowboy Bebop - serie TV (2021)
- Law & Order: Organized Crime - serie TV (2024)
- Beyond the Gates - soap opera (2025-in corso)

## Doppiatrici italiane
Nelle versioni in italiano delle opere in cui ha recitato, Tamara Tunie è stata doppiata da:
- Anna Cesareni in Law & Order - I due volti della giustizia, Law & Order - Unità vittime speciali, Law & Order - Il verdetto, Chicago Fire, Law & Order - Organized Crime
- Alessandra Cassioli in Flight, Blue Bloods, Better Call Saul
- Antonella Giannini in Cowboy Bebop, Whitney: una voce diventata leggenda
- Cinzia De Carolis in 24, L'unica
- Antonella Alessandro in Law & Order - Unità vittime speciali (ep. 2x06)
- Ida Sansone in Wall Street
- Maria Pia Di Meo in L'avvocato del diavolo
- Alessandra Korompay in Dietland
- Barbara Castracane in Black Earth Rising
- Elena Bianca ne Le parole che voglio dirti